# إليانور برون
إليانور برون (من مواليد 14 مارس 1938) هي ممثلة مسرحية وسينمائية وتلفزيونية إنجليزية ومؤلفة. تشمل أدوارها السينمائية آهمي في مساعدة ! (1965) ، الطبيبة في ألفي (1966) وهيرميون روديس في نساء عاشقات (1969). ظهرت في مسلسلات تلفزيونية مثل يس منستر و دكتور هو و Absolutely Fabulous .

## النشأة والأسرة
ولدت برون في 14 مارس 1938 في ستانمور ، ميدلسكس ، لعائلة يهودية.  قبل ولادتها ، قام والدها سيدني بتغيير اسمه بشكل قانوني من برونشتاين إلى برون ، في محاولة لتعزيز مؤسسته التجارية التي تأسست حديثًا ، خدمة أوركسترا برون.  كان شقيقها الأكبر هو منتج الأسطوانات جيري برون . 
التحقت بمدرسة نورث لندن كوليجيت ثم كلية نيونهام ، كامبريدج ، حيث قرأت اللغات الحديثة.  ووصفت فيما بعد الفترة التي قضتها في نيونهام بأنها «ثلاث سنوات من التدليل والامتياز الذي لا مثيل له». 

## الحياة الشخصية
كانت برون زوجة المهندس المعماري سيدريك برايس لسنوات عديدة حتى وفاته عام 2003 ؛ ليس لديهم أطفال.  كشفت في مقابلة عام 2015 أنها صوتت لجيريمي كوربين في انتخابات قيادة حزب العمال.  برون هي بيزيتاريان . 

## فيلموغرافيا
| عام  | عنوان              | وظيفة                               | ملاحظات       |
| ---- | ------------------ | ----------------------------------- | ------------- |
| 1965 | مساعدة!            | آه                                  |               |
| 1966 | ألفي               | الطبيبة                             |               |
| 1967 | اثنان للطريق       | كاثي مانشستر                        |               |
| 1967 | مبهر               | مارجريت                             |               |
| 1969 | لمسة حب            | ليديا                               |               |
| 1969 | المرأة في الحب     | هيرميون روديس                       |               |
| 1970 | قلعة الخيار        | سيدة مارجري بي                      | فيلم تلفزيوني |
| 1973 | الصحة الوطنية      | الأخت ماكفي / الأخت ماري ماك آرثر   |               |
| 1980 | يوم مات المسيح     | ماري                                | فيلم تلفزيوني |
| 1983 | كلب باسكرفيل       | السيدة باريمور                      |               |
| 1985 | يوميات السلحفاة    | ميس نيب (فلورا)                     |               |
| 1987 | ليتل دوريت         | السيدة. ميردل                       |               |
| 1994 | نصيحة قاتلة        | القاضي                              |               |
| 1995 | جمال أسود          | سيدة ويكسمير                        |               |
| 1995 | أميرة صغيرة        | ملكة جمال مينشين                    |               |
| 1996 | سانت إكس           | ماري دي سانت إكزوبيري               |               |
| 2000 | بيت المرح          | السيدة. جوليا بينيستون ، عمة ليلي   |               |
| 2001 | قزحية              | المالك                              |               |
| 2002 | قلبي               | السيدة. والدة بوركيت / مادلين ودينة |               |
| 2004 | شقيق الحب          | سيجنورا كارميلينا                   |               |
| 2004 | ويمبلدون           | أوغوستا كولت                        |               |
| 2010 | StreetDance 3D     | مدام فلوري                          |               |
| 2012 | هايد بارك في هدسون | عمة ديزي                            |               |

## روابط خارجية
- إليانور برون على موقع IMDb (الإنجليزية)
- إليانور برون على موقع ألو سيني (الفرنسية)
- إليانور برون على موقع ميوزك برينز (الإنجليزية)
- إليانور برون على موقع تيرنر كلاسيك موفيز (الإنجليزية)
- إليانور برون على موقع أول موفي (الإنجليزية)
- إليانور برون على موقع قاعدة بيانات الأفلام السويدية (السويدية)
- إليانور برون على موقع إن إن دي بي (الإنجليزية)
- إليانور برون على موقع ديسكوغز (الإنجليزية)
- إليانور برون على موقع قاعدة بيانات الفيلم (الإنجليزية)
- إليانور برون على موقع كينوبويسك (الروسية)